# Петрова Тетяна Романівна
Тетяна Романівна Петрова (нар. 5 червня 1993) — українська фристайлістка, член збірної України на Олімпійських іграх 2018 року.

## Кар'єра
Тетяна Петрова почала виступати у 2014 році, перемігши на чемпіонатів України. Наступного року вона дебютувала на чемпіонатах світу. В могулі українка зайняла 33-тє місце, а в паралельному могулі 31-ше. Спортсменка пропустила наступний змагальний рік та повернулася у 2017 році, де на Універсіаді вона двічі стала 5-тою, а на чемпіонаті світу 29-тою та 27-мою. 9 грудня 2017 року вона дебютувала на етапах Кубка світу, ставши 41-шою. Станом на лютий 2018 року її найкращим результатом на цих турнірах є 40-ве місце.
Спортсменка за перерозподілом квот зуміла кваліфікуватися на Олімпійські ігри 2018 року в Пхьончхані.

## Виступи на Олімпійських іграх
| Рік  | Місце проведення          | Могул |
| ---- | ------------------------- | ----- |
| 2018 | Пхьончхан, Південна Корея | 30    |

## Виступи на чемпіонатах світу
| Рік  | Місце проведення         | Могул | Паралельний могул |
| ---- | ------------------------ | ----- | ----------------- |
| 2015 | Шенберг-Лахталь, Австрія | 33    | 31                |
| 2017 | Сьєрра-Невада, Іспанія   | 29    | 27                |